# Гексагидроканнабинол
Гексагидроканнабинол (ГГК, HHC) — гидрогенизированное производное тетрагидроканнабинола (ТГК), природный фитоканнабиноид, изредка обнаруживаемый в следовых количествах в растениях Cannabis sativa, также может быть получен синтетически посредством гидрирования экстрактов каннабиса. ГГК был впервые синтезирован в 1923 году Роджером Адамсом с использованием природного ТГК, содержащегося в Cannabis sativa.
Теоретически ГГК является психоактивным веществом, действие которого, как сообщается, аналогично эффекту ТГК. ГГК открыто продается в США и Европе, как в офлайн магазинах, так и по интернету, с начала 2020-х годов.

## Химические свойства
HHC был обнаружен как побочный продукт разложения ТГК, аналогично тому, как каннабинол и Дельта-8-ТГК могут образовываться в растении каннабиса в результате разложения Дельта-9-ТГК. Разложение D9-THC с образованием HHC представляет собой восстановление двойных углеродных связей, которые обычно составляют положение дельта-изомера в структуре THC.
Гексагидроканнабинол не следует путать с родственными соединениями 9-Nor-9β-гидроксигексагидроканнабинолом (9-Nor-9Beta-HHC) или 9-гидроксигексагидроканнабинолом (9-OH-HHC) или 11-гидроксигексагидроканнабинолом (11-OH-HHC и 7-OH-HHC), которые также иногда называют «HHC».

## Правовой статус
1 марта 2024 года депутат МГД Дарья Беседина направила в МВД РФ запрос о правовом статусе HHC, HHC-P и THC-P в России. Согласно опубликованному Бесединой ответу, HHC и HHC-P в России не запрещены, однако THC-P запрещен.я
Национальное агентство по безопасности лекарственных средств и товаров медицинского назначения Франции объявило о запрете (производства, продажи и использования) HHC и двух его производных, HHC-ацетата (HHCO) и гексагидроканнабифорола (HHCP), на территории страны с 13 июня 2023 года.
В Великобритании HHC, вероятно, будет признан незаконным в соответствии с Законом о психоактивных веществах 2016 года.
Несколько европейских стран (Дания, Бельгия, Австрия) также запретили продажу HHC.
В Греции HHC на данный момент считается законным, поскольку не существует закона, ограничивающего его использование.
В Румынии HHC на данный момент также считается законным, поскольку не существует закона, ограничивающего его использование.
HHC запрещен в Швеции с 11 июля 2023 г. и в Италии с 28 июля 2023 г.